# Hochschule Wismar

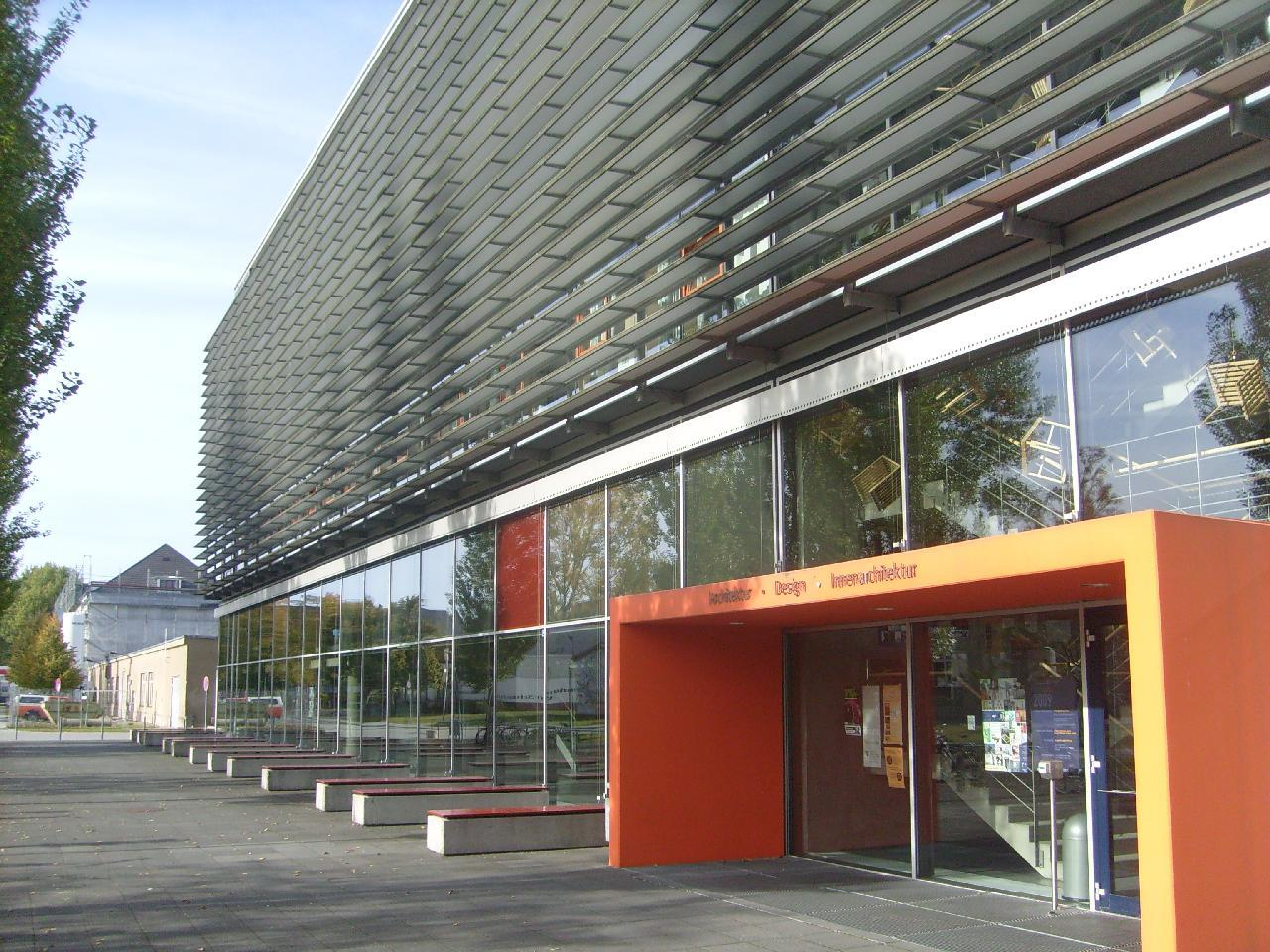
Hochschule Wismar

Hochschule Wismar – wyższa szkoła zawodowa, której większość kierunków studiów prowadzonych jest w Wismarze w Niemczech, ale istnieje także kilka placówek zamiejscowych. Największą z nich jest placówka w Warnemünde. Inna mniejsza znajduje się w Malchow na wyspie Poel.

## Wydziały i kierunki studiów
- Design i architektura wnętrz
- Architektura
- Budownictwo
- Ekonomia
- Elektrotechnika i Informatyka
- Maszynoznawstwo
- Transport morski